# Romuald Będziński
Romuald  Jerzy  Będziński (ur. 5 kwietnia 1940 w Zajezierzu koło Dęblina) – polski inżynier, mechanik, specjalista w zakresie inżynierii biomedycznej, profesor nauk technicznych, doktor honoris causa Akademii Medycznej we Wrocławiu, członek rzeczywisty PAN, wieloletni nauczyciel akademicki Politechniki Wrocławskiej.

## Życiorys
W 1964 ukończył studia na Wydziale Mechanicznym Politechniki Wrocławskiej, a 1973 obronił doktorat. Pracował na Wydziale Mechanicznym pełniąc funkcję kierownika różnych laboratoriów. W 1990 uzyskał stopień doktora habilitowanego na podstawie pracy Budowa modeli fizycznych elementów kręgosłupa lędźwiowego. Od 1993 zatrudniony na stanowisku profesora nadzwyczajnego. Od 1995 kierował Zakładem Inżynierii Biomedycznej i Mechaniki Eksperymentalnej na Wydziale Mechanicznym. W 1997 otrzymał tytuł profesora, a w 2000 mianowany profesorem zwyczajnym w Politechnice Wrocławskiej. Aktualnie profesor emerytowany tej Politechniki oraz profesor Uniwersytetu Zielonogórskiego.
Działa w strukturach PAN. Od 2001 w Komitecie Biocybernetyki i Inżynierii Biomedycznej, w Komitecie Mechaniki PAN (przewodniczący Sekcji Biomechaniki w latach 2004–2011). Od 2007 członek korespondent PAN, od 2020 roku członek rzeczywisty.
Obszar jego zainteresowań to przede wszystkim analizę naprężeń i odkształceń w elementach maszyn i konstrukcjach mechanicznych, badanie procesów i zjawisk przepływowych w silnikach spalinowych, badanie przemieszczeń, odkształceń i naprężeń w układzie ruchu człowieka oraz badania układów biologiczno-technicznych.
Jego dorobek naukowy obejmuje ponad 370 prac w czasopismach polskich i zagranicznych, w tym pozycje książkowe: Biomechanika inżynierska-wybrane zagadnienia (1997), Biomechanika i inżynieria rehabilitacyjna (2004, jako współautor i współredaktor), Biomechanika (2011, jako redaktor).
Odznaczony Złotym Krzyżem Zasługi (1978), Medalem Komisji Edukacji Narodowej (2003), laureat nagród Ministra Nauki (dwukrotnie) i Ministra Edukacji (trzykrotnie), wielokrotnie nagradzany przez Rektora Politechniki Wrocławskiej.